# Jungfrun på Jungfrusund
Jungfrun på Jungfrusund är en svensk komedifilm från 1949 i regi av Ragnar Arvedson.

## Handling
Konservfabriksägaren Valdus Krons dotter Eva har nyligen varit i Paris och är en plåga för tjänstefolket. Hennes far tycker att hon inte ska klaga så mycket på hembiträdet Ingrid (Sickan Carlsson) men Eva förklarar att hon skulle själv klara av Ingrids arbetsuppgifter utan problem.
Valdus Kron bestämmer att de får byta roller under en vecka. Under veckan lägger en minsvepare till på ön och Ingrid uppvaktas av löjtnant Bertil. De trivs ihop men Ingrid misstänker att det bara är för att hon är Valdus dotter. Det blir ytterligare komplikationer då Eva också visar intresse för löjtnant Bertil.

## Om filmen
Fartyget som lägger till i Jungfrusund är HMS Landsort.

## Kritik
Svenska Dagbladets recensent Casper ansåg att filmens enda ljuspunkter var Sickan Carlsson och Sven Lindberg för deras förmåga att sprida trivsel. Morgon-Tidningens recensent ansåg att filmen var ett pekoral.

## Medverkande (urval)
- Sickan Carlsson - Ingrid, husa hos fabrikör Kron
- Ludde Gentzel - Valdus Kron, fabrikör
- Åke Söderblom - Korpral Fritiof Ruda
- Sven Lindberg - löjtnant Bertil Torell
- Inger Juel - Eva Kron, fabrikör Krons dotter
- Emy Hagman - Hedda, kokerska hos fabrikör Kron
- Jan Molander - godsägare Esse Frykman
- Gösta Prüzelius - löjtnant Bo Tillgren
- Gösta Holmström - löjtnant Eric Svedman
- Nils Åsblom - fänrik Leijonsvan
- Willy Peters - direktör Boman
- Axel Högel - Tärnlund, verkmästare
- Nils Johannisson - Jungfrusundsbo
- Börje Mellvig - hovmästare på Stadshotellet i Västervik
- Ulla Wikström	- lottförsäljerskan
- Marianne Axelsson - stand-in för Sickan Carlsson i scenen där hon trillar i vattnet

## DVD
Filmen gavs ut på DVD 2008, 2011 och 2016.

## Musik i filmen (i urval)
- Jungfrun på Jungfrusund, kompositör Nils Perne och Georg Eliasson, sång Sven-Olof Sandberg, Sickan Carlsson, Åke Söderblom
- Tjillevillevippombom, sång Ludde Gentzel, Sven Lindberg, Gösta Prüzelius, Gösta Holmström och Nils Åsblom
- Lyckan, kompositör och text Martin Koch, sång Sickan Carlsson